# Jan Kazanowski (syn Marcina)
Jan Kazanowski herbu Grzymała – dziedzic Kazanowa, starosta feliński 1590. 

Bibliografia:
- Polski Słownik Biograficzny, tom XII, Kraków-Wrocław 1966-1967
- Stanisław Szenic, Pitawal warszawski, tom I, Warszawa 1957
- Zygmunt Gloger,  Geografia historyczna ziem dawnej Polski, wyd. 1903 r.
- S. Orgelbranda Encyklopedia Powszechna (1898)
- Seweryn Uruski, Herbarz szlachty polskiej.